# Fritz Zbinden
Fritz Zbinden (* 28. Juli 1922 in Saint-Sulpice; † 15. Juni 1983 in Basel) war ein Schweizer Radrennfahrer.
Fritz Zbinden war Profi-Radrennfahrer von 1949 bis 1954. 1949 und 1951 gewann er die Stausee-Rundfahrt Klingnau, 1950 die Tour du Lac Léman und 1951 die Tour des Trois-Lacs. Jeweils Dritter wurde er 1951 bei der Schweizer Meisterschaft im Strassenrennen sowie 1953 bei der Nordwestschweizer Rundfahrt.
Einmal, 1950, startete Zbinden bei der Tour de France und kam in Paris als Träger der roten Laterne an.